# Diadegma operculellae
Diadegma operculellae là một loài tò vò trong họ Ichneumonidae.